# Casas de Santa Cruz
Casas de Santa Cruz, también conocida como Casas de Arriba, es una pedanía española perteneciente al municipio de Villanueva de la Jara (Cuenca, Castilla-La Mancha). Está situada en medio del triángulo que forman las localidades de Villanueva de la Jara, Quintanar del Rey e Iniesta.

## Población
En 2017 tenía una población de 109 habitantes ya que, como en muchas partes de España, la gente emigró principalmente a Madrid, Barcelona o Levante. No obstante, hay muchos caseros que viven en Villanueva de la Jara, núcleo de población al que pertenece el municipio.

## Economía
La principal actividad económica de esta pedanía es la agricultura, de la que destacan el cultivo de champiñón y de uva.

## Edificios de interés
Destaca su plaza con la iglesia en un extremo. La iglesia conserva el coro intacto y posee una pila bautismal visigótica con jeroglíficos decorados en rojo. También en la plaza hay un parque donde antiguamente había un abrevadero.

## Fiestas
En Casas de Santa Cruz hay dos fiestas patronales: una es el 29 de abril en honor a San Pedro Mártir y la otra del 10 al 15 de agosto en honor a Santa Susana.

## Edificios públicos
En las Casas no hay muchos edificios públicos. Tan solo están el Centro Médico, el Colegio Público y el Centro Social donde está el único bar que hay en el núcleo de población.